# Ekaterina Lisina
Ekaterina Viktorovna Lisina (in russo Екатерина Викторовна Лисина?; Penza, 15 ottobre 1987) è un'ex cestista e modella russa, di ruolo centro.

## Carriera
Nel 2007 è stata convocata per gli Europei in Italia con la maglia della nazionale della Russia.

## Palmarès
- Campionato europeo: 1
Nazionale russa: Italia 2007.